# La Gimond
La Gimond település Franciaországban, Loire megyében. Lakosainak száma 278 fő (2022. január 1.). La Gimond Aveizieux, Chevrières, Fontanès és Saint-Héand községekkel határos.

## Népesség
A település népességének változása:
| Lakosok száma | 168  | 197  | 221  | 241  | 287  | 279  | 277  | 278  | 279  | 278  |
|               | 1968 | 1982 | 1990 | 2006 | 2013 | 2015 | 2017 | 2019 | 2020 | 2022 |